# Greg Draper
Gregory Alexander Draper (Chard, 13 agosto 1989) è un calciatore inglese naturalizzato neozelandese, attaccante del TNS Development.
È il primo calciatore non britannico ad essere diventato capocannoniere nel campionato gallese.

## Palmarès

### Club

#### Competizioni nazionali
- Welsh Premier League: 8

The New Saints: 2011-2012, 2012-2013, 2013-2014, 2014-2015, 2015-2016, 2016-2017, 2017-2018, 2018-2019
- Welsh League Cup: 2

The New Saints: 2014-2015, 2015-2016
- Coppa del Galles: 5

The New Saints: 2011-2012, 2013-2014, 2014-2015, 2015-2016, 2018-2019